# Brian Ferreira
Brian Federico Ferreira (Buenos Aires, 24 de maio de 1994), conhecido por Brian Ferreira, é um futebolista argentino que joga como meia. Atualmente joga pelo Vélez Sársfield.

## Carreira
Ferreira começou a sua carreira nas categorias de base do Vélez Sársfield. Em 2011, foi incorporado no time principal pelo treinador Ricardo Gareca, mesmo ano em que estreou profissionalmente contra o San Martín de San Juan, no Estádio José Amalfitani.

## Títulos
Vélez Sársfield
- Campeonato Argentino: 2012 Inicial, 2012–13 Superfinal
- Supercopa Argentina: 2013